# 549418 Andreifesenko
549418 Andreifesenko è un asteroide della fascia principale. Scoperto nel 2009, presenta un'orbita caratterizzata da un semiasse maggiore pari a 1,9103704 au e da un'eccentricità di 0,0769085, inclinata di 19,94375° rispetto all'eclittica.